# Darreh Bayān
Darreh Bayān (persiska: دَرِّه بَيان, دَربيان, دَرِّه بِيان, درّه بیان) är en ort i Iran.   Den ligger i provinsen Kermanshah, i den nordvästra delen av landet, 500 km väster om huvudstaden Teheran. Darreh Bayān ligger 1 652 meter över havet och antalet invånare är 639.
Terrängen runt Darreh Bayān är kuperad åt sydväst, men åt nordost är den bergig. Runt Darreh Bayān är det ganska glesbefolkat, med 34 invånare per kvadratkilometer. Närmaste större samhälle är Pāveh, 5,8 km nordväst om Darreh Bayān. Trakten runt Darreh Bayān består i huvudsak av gräsmarker.